# گئورگی آرگیلاشکی
گئورگی آرگیلاشکی (بلغاری: Георги Аргилашки؛ زادهٔ ۱۳ ژوئن ۱۹۹۱) بازیکن فوتبال اهل بلغارستان است.
از باشگاه‌هایی که در آن بازی کرده است می‌توان به باشگاه فوتبال لودوگورتس رازگراد اشاره کرد.